# Nematographium saccardoi
Nematographium saccardoi är en svampart som först beskrevs av Peyronel, och fick sitt nu gällande namn av Goid. 1935. Nematographium saccardoi ingår i släktet Nematographium, divisionen sporsäcksvampar och riket svampar.   Inga underarter finns listade i Catalogue of Life.